# Pierre Carrier-Belleuse

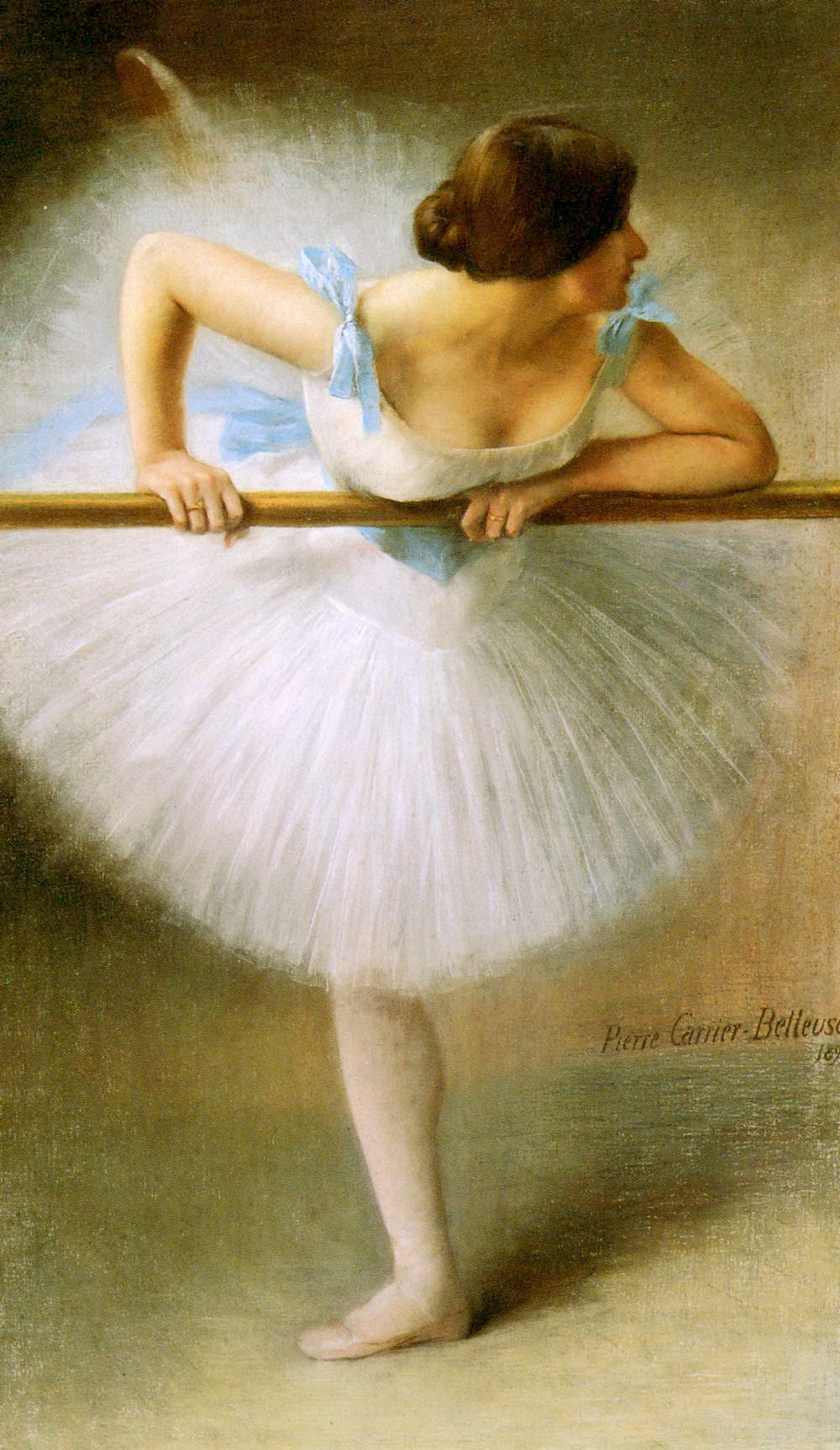
Tancerka

Pierre Carrier-Belleuse (ur. 28 stycznia 1851 w Paryżu, zm. 29 stycznia 1932 tamże) – malarz francuski.
Studiował w École des Beaux-Arts, jego nauczycielem był Alexandre Cabanel. Debiutował w paryskim Salonie w 1875, w 1877 otrzymał wyróżnienie za swoje prace, a w 1899 srebrny medal na Exposition Universelle. W 1900 odznaczony został Legia Honorową. Posługiwał się techniką olejną, lecz największą biegłość osiągnął w pastelach. Malował sceny związane z teatrem i baletem, portrety i akty. Jego ojciec Albert-Ernest Carrier-Belleuse był rzeźbiarzem.